# Raul David de Sanson
Raul David de Sanson (Rio de Janeiro, 16 de fevereiro de 1887 – Rio de Janeiro, 10 de agosto de 1962) foi um médico brasileiro.
Foi eleito membro da Academia Nacional de Medicina em 1923, da qual foi presidente de 1947 a 1949.